# ألفرد بيلي (شاعر)
ألفرد بيلي هو مؤرخ وشاعر كندي، ولد في 18 مارس 1905 في مدينة كيبك في كندا، وتوفي في 21 أبريل 1997 في فريدريكتون في كندا.